# Titanio ecbataniella
Titanio ecbataniella là một loài bướm đêm trong họ Crambidae.